# Braakhuizen-Zuid
Braakhuizen-Zuid is een wijk in Geldrop in de gemeente Geldrop-Mierlo. Het wordt in het noorden begrensd door de Mierloseweg, in het oosten door de grens met Mierlo, in het zuiden door de Sluisstraat en in het westen door de Kleine Dommel.
Het centrale punt van de wijk is het Sint Jozefplein. Hier staat ook de RK Sint-Jozefkerk. Na het sluiten van de Maria Magdalenakerk in 2002 in Braakhuizen-Noord was dit de enige katholieke kerk in Braakhuizen. Ook deze had te kampen met een teruglopend aantal bezoekers. Reeds in 2000 dreigde de kerk gesloten te worden. Om haar voor sloop te behoeden is ze in dat jaar tot Rijksmonument geklasseerd en behield ook haar functie als kerk. In 2010 is de kerk gesloten. In 2013 is begonnen met de verbouwing tot multifunctioneel ontmoetingscentrum. Het bakstenen kerkgebouw in de trant van de Delftse School, ontworpen door de architecten Kees van Moorsel en B.J. Koldewey, werd in 1932 ingewijd. Het is een voorbeeld van een Christocentrische kerk en de architectuur ervan roept enige gelijkenissen op met het werk van Alexander Kropholler.